# Музей «Динамо»
Музей Динамо, музей Всероссийского физкультурно-спортивного Общества «Динамо» — музей истории спортивного Общества «Динамо». Расположен в Петровском парке в городе Москве.
В отдельном здании с современной экспозицией открыт в апреле 2023 года; фактически музей Всероссийского физкультурно-спортивного общества «Динамо» был основан в 1988 году по инициативе совета ветеранов общества и долгое время размещался в двухэтажном здании у северной трибуны стадиона.
Музей рассказывает об истории Общества «Динамо» — общественно-государственной спортивной организации, действующей во всех регионах России и представленной более чем в 70 видах спорта. Для посетителей музея доступны около 200 экспонатов из собрания Общества «Динамо», представляющих высокую историческую ценность.
Новаторский подход к созданию музея заключается в том, что все зоны и повествование связаны единой драматургией, построенной на комбинации документальных свидетельств — таких как хроника, редкие документы и экспонаты — с художественными приемами театра и кино, новейшими мультимедийными форматами, постановочными сюжетами с участием артистов.
В создании музея участвовали Еврейский музей и центр толерантности и компания «ЕМЦТ-Дизайн», при участии Банка ВТБ, оказавшего финансовую поддержку.

## Экспозиции
Представлено около 200 экспонатов в комбинации документальных свидетельств (хроника, редкие документы и подлинные вещи) с художественными приемёми театра и кино, мультимедийными форматами, постановочными сюжетами с участием артистов.
Экспозиция музея состоит из нескольких тематических зон, каждая из которой раскрывает различные аспекты истории и жизни спортивного общества «Динамо»: Хронология, «Лица Динамо», «Стадион», «Зал славы», «Стань динамовцем» и нескольких мультимедийных коридоров
Хронология
Рассказывает историю Общества «Динамо» в хронологическом порядке. Мультимедийная «линия времени» ведёт зрителя через главные факты и даты истории «Динамо». Все важные события иллюстрируются редкими кадрами и экспонатами из архивов Общества «Динамо», хроникой и мультимедиа-инструментами.

Экспонаты Музея Динамо

Зал Музея Динамо

Специально для музея на основе архивных воспоминаний была написана документальная аудиопьеса: сопровождать зрителя по повествованию будет династия динамовцев — представители разных поколений, объединённых едиными ценностями, выступят проводниками и рассказчиками по истории «Динамо», а зритель увидит, как история Общества отразилась в их судьбах. В роли динамовцев выступили известные актёры театра и кино.
Лица Динамо
Экспозиция «Лица Динамо» рассказывает о главных спортсменах, тренерах и руководителях общества «Динамо». Она решена в виде мультимедийной инсталляции, в которой можно выбрать разный тип рассказа — фактологический или эмоциональный.
Зона «Стадион»
Знакомит с историей возникновения стадионов в античности и с эволюцией Центрального стадиона «Динамо» имени Льва Яшина. Показывает как менялся облик стадионов в связи с развитием видов спорта и как трансформировался первый стадион, прежде чем стать ВТБ Ареной.
«Стань динамовцем»
В интерактивной зоне «Стань динамовцем» посетителям предлагается проверить знания по истории «Динамо», полученные в музее, и ближе познакомиться с философией и ценностями спортивного общества.
Медиатека
Специально для Музея Динамо создана Медиатека, рассказывающая о том, как Общество «Динамо» отразилось в современной культуре, как формировалась география его объектов, идентичность и дизайн, какой след спортсмены Общества оставили в истории мирового спорта.
В Медиатеке музея сосредоточено более 200 материалов, написанных экспертами и журналистами. В Медиатеке можно найти биографии динамовцев, узнать чем питались чемпионы, познакомиться с технологиями будущего для спортивной моды, посмотреть лучшие советские спортивные афиши. Большая часть материалов представлена широкой публике впервые.

## Галерея

Зал Музея Динамо
Хронология
Интерактивная зона «Стань динамовцем»
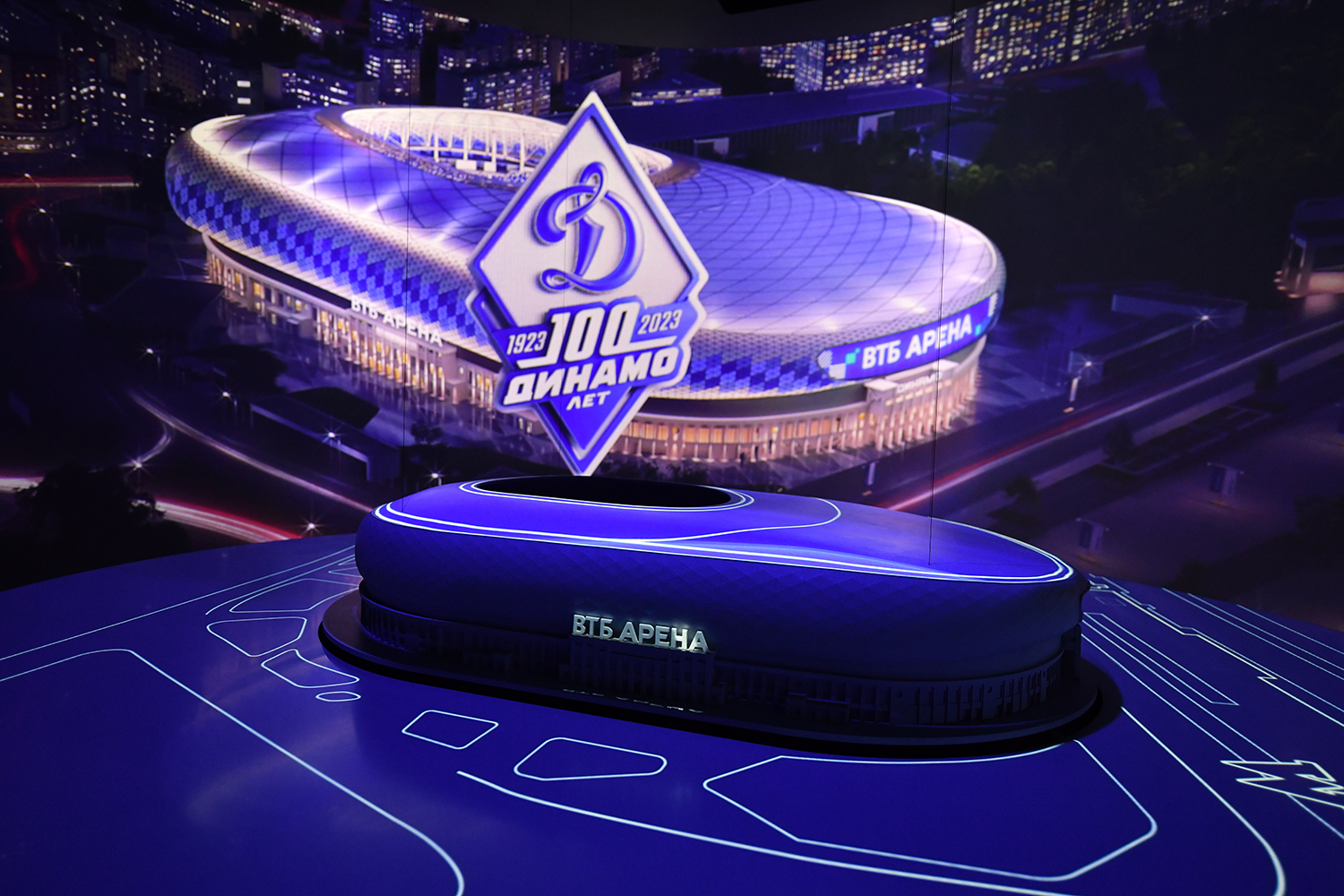
Зона «Стадион»
Экспозиция «Лица Динамо»